# 科普米什 (密歇根州)
科普米什（英語：Copemish）是位於美國密歇根州馬尼斯蒂縣克萊翁鎮區的一個村。

## 人口
根據2020年美國人口普查的數據，科普米什的面積為2.53平方千米，當中陸地面積為2.42平方千米，而水域面積為0.11平方千米。當地共有人口195人，而人口密度為每平方千米77人。